# Вострицево
Вострицево — деревня в Гаврилов-Ямском районе Ярославской области. Входит в состав Великосельского сельского поселения.

## География
Расположена в 5 км севернее города Гаврилов-Ям на холме близ реки Шея, притока Которосли.
Дорога в деревню — через Прилесье или Сидельницы.

## Население
| 2007 | 2010 |
| ---- | ---- |
| 11   | ↘5   |